# ポーク玉子

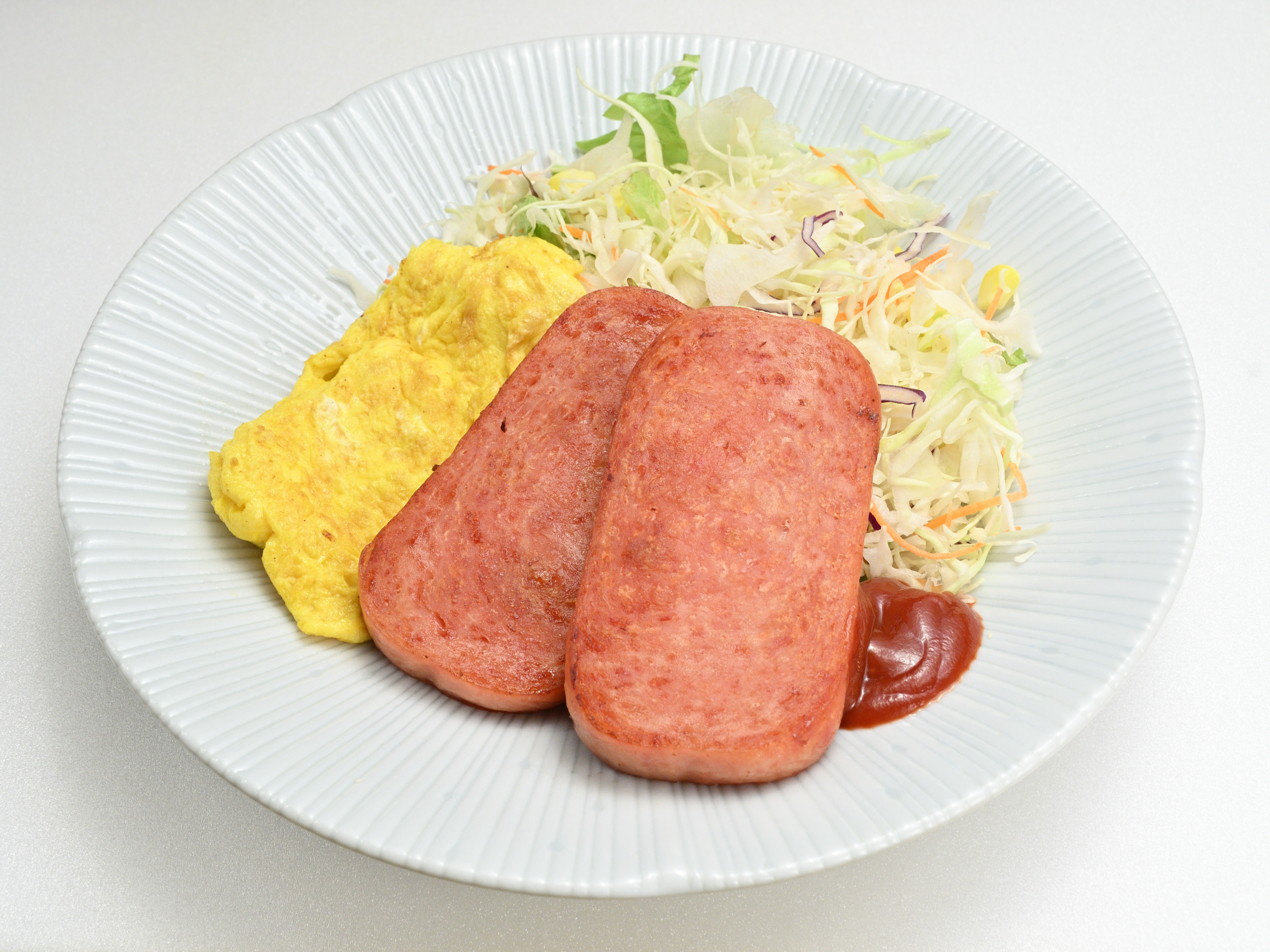
ポーク玉子

ポーク玉子（ポークたまご）とは、缶詰のポークランチョンミートと鶏卵を使った料理。沖縄県の大衆食堂の定食メニューの一つである。

## 概要
沖縄県では、第二次世界大戦後の占領時代に米軍によって持ち込まれた缶入りポークランチョンミートが、「ポーク」という略称で一般家庭の食材として定着し、味噌汁の実やチャンプルーなどさまざまな料理の素材として用いられるようになった。そういった中で、ポークを薄切りしたものを焼き、これと卵料理を惣菜にするというのは、ごくありふれた食事風景であった。これをそのまま食堂のメニューにしたものが「ポーク玉子」である。
表記は「ポーク玉子」が最も一般的だが、店によっては「ポークたまご」「ポーク卵」「ポークとたまご焼き」あるいは単に「玉子焼き」などと記載されていることもある。
なお、沖縄の家庭料理における「玉子焼き」とは、本土でイメージされるような四角く巻いて整形した卵焼きやだし巻き卵ではなく、丸いフライパンで大雑把に焼いた薄焼き卵を意味することが多い。したがって「ポーク玉子」という名称で、和風の卵焼き、だし巻き卵、目玉焼き、オムレツ、スクランブルエッグなどが提供されることはない。
典型的なスタイルは、1センチメートルほどの厚さにスライスして両面を焼いたポークが2 - 3枚、折り畳んだ薄焼き卵、トマトケチャップとマヨネーズを混ぜたドレッシングのかかった少量の生野菜が一枚の皿に盛られ、それに茶碗かどんぶり、もしくは平皿によそわれたご飯と汁物がつく。たまご焼きやポークに味付けはなく、トマトケチャップが添えられることが多い。沖縄のほとんどの大衆食堂に存在するメニューであり、たいていは食堂で最も安い定食の一つである。
また、沖縄県の弁当屋やコンビニエンスストアでは、ポーク玉子のおむすび（ポークたまごおにぎり）が定番となっている。薄焼き卵とポークを海苔とごはんでサンドイッチにしたもので、味付けにはアンダンスーなどが用いられる。近年では観光客をターゲットとした「ポークたまごおにぎり」の専門店も登場し、沖縄の新名物として行列がみられるほどの人気となっている。

## 諸外国での類似料理

### ハワイ・グアム
沖縄と同様に米軍由来の食文化が流入したハワイやグアムなどにおいても、ポークランチョンミートと鶏卵を組み合わせた料理は朝食の定番となっている。ハワイやグアムではスパムが主流だったため「スパム・アンド・エッグズ (Spam and eggs)」という呼称が一般的である。

### 香港
香港でもポーク玉子系のメニューが茶餐廳という喫茶レストランにある。皿に盛ったご飯の上にポークランチョンミートと卵を焼いて乗せた「餐蛋飯（広東語 ツァンダーンファーン）」の他、インスタントラーメン、サンドイッチ、スープマカロニの具としてもランチョンミートはよく使われている。香港では価格の安い中国産のものが多く出回っているため、多くの店舗では中国製品を使用している。業務用の円筒形の缶入りのものもあり、厚切りの丸い状態で出てくることも多い。

### 欧米
もちろんアメリカやヨーロッパにも朝食メニューとしてのポーク玉子は存在する。しかしながらこれら肉食文化圏の先進国においては、缶詰のランチョンミートは最も安価で低級な食材（日本における魚肉ソーセージのような存在）として認識されており、特にこの種の食品の代名詞であるスパムは侮蔑や嘲笑のネタとして扱われることが多いため、中流以上の人々が外食時に口にすることは少ない。わかりやすい例としては、英国のTV番組モンティ・パイソンで放送された、食堂の全てのメニューにスパムが使われていて客が怒り狂うという非常に有名なコントがあり、後に迷惑メールの代名詞として用いられるようになるきっかけを作った。